# Kyōko Hikami
Kyōko Hikami (jap. 氷上 恭子 Hikami Kyōko; ur. 11 stycznia 1969) – japońska seiyū i aktorka dubbingowa pracująca dla Mausu Promotion.

## Wybrane role

### Anime
- 1992: Shin-chan – kobieta
- 1992: Yu Yu Hakusho – Kasumi Rin
- 1995–1997: Wedding Peach – Momoko Hanasaki
- 1995: Tajemnica przeszłości –
  - Dziewczyna A,
  - Dziewczyna B
- 1997: Vampire Princess Miyu – Yuko Shigetoshi
- 1997–2005: Pokémon –
  - Erika,
  - Hoshika
- 1998: Trigun – Stefany
- 1998: Cardcaptor Sakura – Yoko Nakagawa
- 1999: Great Teacher Onizuka – Motoko Ohashi
- 2001: Geneshaft – Ema
- 2002: Atashin’chi – Sudo
- 2002: Naruto – Mai Kagetsu
- 2003: Dear Boys – Kaori Kudo
- 2003: Fullmetal Alchemist – Paninya
- 2004: Keroro gunsō – Hikari Usanda
- 2004: Monster – Lotte Frank